# Orden de la Razón
La Orden militar de la Razón fue creada en el año 1385. Junto con la Orden de la Paloma, fue una de las dos órdenes fundadas por el rey Juan I de Castilla. Cristóbal Suárez de Figueroa, citando una obra anterior, afirmó en su libro Plaza universal de todas las ciencias y artes que en ella se seleccionaban sus miembros en función del valor y la destreza mostrada en el manejo de las armas en vez del grado de nobleza de sus ascendientes. Juan de Mariana señaló que se llegó a nombrar a cien nobles jóvenes caballeros de esta orden. Su emblema o divisa consistió en una lanza con la figura de un pequeño escudo heráldico en uno de sus extemos. Esta orden se encuentra en la actualidad disuelta.